# 华北路站
华北路站是大连地铁1号线的地铁站，位于中国辽宁省大连市甘井子区华北路与南关岭路交叉口西侧，于2015年10月30日开通。

## 车站结构
华北路站沿华北路东西设置，为地下二层岛式站台车站，车站长161.5米，标准段宽18.5米，车站地下一层为站厅层，地下二层为站台层，站台设置全高站台门。
| 地面              | 出入口 | A、B、C、D出入口                                                                                        |
| 地下一层          | 站厅   | 客服中心、自动售票机、验票机                                                                            |
| 地下二层          | 站台   | \| \| \| █ 1号线往河口（华南北） \| \| 島式 · 開左邊车门 \| \| \| \| \| \| █ 1号线往姚家（大连北站） \| |
|                   |        | █ 1号线往河口（华南北）                                                                                 |
| 島式 · 開左邊车门 |        | |
|                   |        | █ 1号线往姚家（大连北站）                                                                               |

## 车站出口
华北路站共设4个出口，各出口及周围设施如下所示：
| 出口编号            | 照片 | 出口指示         | 建议前往的目的地                   |
| ------------------- | ---- | ---------------- | ---------------------------------- |
| A · 出口            |      | 华北路（西南侧） | 沿海鉴筑小区                       |
| B · 出口 · （设有） |      | 华北路（东南侧） | 南关岭路，华东路，甘井子区交警大队 |
| C · 出口            |      | 华北路（东北侧） | 甘南路桥                           |
| D · 出口            |      | 华北路（西北侧） | 融汇银城小区                       |
| 图例： 设有         |      |                  |                                    |

## 接驳交通

### 公交车
- 华北路地铁站：909路、1301路、1301路华北路加车、2004路
- 南关岭桥南：1路、8路、1107路、1108路、1108路加车、1110路、1118路、高铁夜间接驳车

## 车站历史
- 2015年10月30日，车站随1号线一期通车开通[1]。